# São Francisco de Paula, Minas Gerais
São Francisco de Paula este un oraș în Minas Gerais (MG), Brazilia.